# The Vivienne
James Lee Williams, född 12 april 1992 i Colwyn Bay, Wales, död 5 januari 2025 i Chorlton-by-Backford, England, känd under artistnamnet The Vivienne, var en brittisk dragqueen som fick sitt genombrott 2019 då hen vann den första säsongen av RuPauls dragrace: UK. Hen medverkade även i sjunde säsongen av RuPauls dragrace: All Stars år 2022 och blev den första dragartisten att tävla i brittiska Dancing on Ice, där hen kom på tredje plats på programmets femtonde säsong 2023.
Utöver sin tv-medverkan släppte The Vivienne egen musik, bland annat EP:n Bitch on Heels (2022), och var aktiv som skådespelare, mest känd för sin roll som den elaka häxan från väst under en brittisk musikalturné under 2024 av Trollkarlen från Oz.

## Karriär
Vivienne fick sitt namn från att ha gjort sig känd för att bära kläder av Vivienne Westwood. Hen arbetade på många barer i Liverpool, inklusive G-bar och Heaven. I maj 2015 kröntes hen till Storbritanniens ambassadör för RuPaul's Drag Race. Som vinstpris fick hen en Hollywood-producerad webbserie med hen i huvudrollen, senare döpt "The Vivienne Takes in Hollywood". Serien hade premiär den 9 april 2020 på BBC Three och följer dragdrottningen på hens äventyr till Hollywood för att producera en musikvideo.
Den 21 augusti 2019 tillkännagavs Vivienne som en av de tio deltagarna i den första säsongen av RuPauls dragrace: UK. I september 2019 deltog hon i Jag Race, en racingtävling i samarbete med bilmärket Jaguar. Vivienne tävlade för Sahir House, en välgörenhetsorganisation i Liverpool som erbjuder ett trygg fristad för samtal om hiv. Från november till december 2019 åkte Vivienne, tillsammans med resten av deltagarna från första säsongen av RuPauls dragrace: UK, på turné – organiserad av den tidigare deltagaren från originalversionen, Alyssa Edwards.

### Musik
The Vivienne släppte sin debutsingel Tonight den 20 maj 2020 – en danspoplåt som hen själv beskrev som “essensen av en riktig slagdänga”, med “dunkande bas och svepande sång”. Den 21 oktober 2020 släppte hen en coverversion av You Spin Me Round (Like a Record), ursprungligen uppförd 1984  av Dead or Alive. Med den här versionen hyllade The Vivienne bandets bortgångne sångare, Pete Burns. Låten Bitch on Heels släpptes den 25 mars 2021, skriven av den amerikanska låtskrivaren Diane Warren och producerad av den svenska producenten Tannergard. Dessa tre singlar samlades sedan på EP:n Bitch on Heels i juli 2022. The Vivienne släppte också en cover på Jingle Bell Rock (1957) tillsammans med Tia Kofi, den 19 november 2021.

## Privatliv
James Lee Williams föddes den 12 april 1992 i en familj med romskt ursprung och växte upp i Colwyn Bay i grevskapet Clwyd i Wales, Storbritannien. Hen gick i skolan på en privatskola, men lämnade skolan vid sexton års ålder för att bli makeupartist i Liverpool, England. Williams föredrog att använda det könsneutrala pronomenet hen (they/them på engelska), och identifierade sig som gay. James Lee Williams gifte sig i december 2019 med David Ludford.
Hen dog den 5 januari 2025 vid 32 års ålder. Först avstod familjen från att uppge dödsorsaken men den 17 mars samma år meddelade den tillsammans med managern Simon Jones att The Viviennes död orsakats av hjärtstillestånd genom en överdos av drogen ketamin. De offentliggjorde detta för att öka medvetenheten om de faror som missbruk av ketamin innebär. De samarbetar nu med välgörenhetsorganisationen Adferiad för att sprida information och stödja personer med beroendeproblematik.

## Filmografi

### Tv
| År   | Titel                                          | Roll                                 | Anmärkning                                                                       | Ref.   |
| ---- | ---------------------------------------------- | ------------------------------------ | -------------------------------------------------------------------------------- | ------ |
| 2016 | RuPauls dragrace                               | Sig själv                            | Avsnitt "New Wave Queens"                                                        | [ 21 ] |
| 2016 | Absolutely Fabulous: The Movie                 | Dragqueen                            | Tv-film                                                                          | [ 22 ] |
| 2017 | Just Tattoo of Us                              | Sig själv                            | Säsong 1, avsnitt 7; gäst                                                        | [ 23 ] |
| 2019 | RuPauls dragrace: UK                           | Sig själv                            | Första säsongen (8 avsnitt); tävlingsdeltagare (vinnare)                         | [ 24 ] |
| 2019 | The Big Fat Quiz of the Year                   | Sig själv                            | 2019 års upplaga; gäst                                                           | [ 25 ] |
| 2020 | RuPauls dragrace                               | Donald Trump                         | Avsnitt: "I'm That Bitch"; gäst                                                  | [ 26 ] |
| 2020 | Celebrity Juice                                | Sig själv                            | 2 avsnitt; gäst                                                                  | [ 27 ] |
| 2020 | Trump in Tweets                                | Donald Trump listad som berättarröst | BBC Three-special                                                                | [ 28 ] |
| 2020 | The Great British Sewing Bee                   | Sig själv                            | Nyårsspecial med kändisar, 2020                                                  | [ 29 ] |
| 2021 | RuPauls dragrace: UK                           | Sig själv                            | Säsong 2, avsnitt 6: "Snatch Game"; gäst                                         | [ 30 ] |
| 2021 | Hem till gården                                | Sig själv                            | Avsnitt: "Emmerdale Pride"; cameo                                                | [ 31 ] |
| 2021 | CelebAbility                                   | Sig själv                            | Säsong 5, avsnitt 2; tävlingsdeltagare                                           | [ 32 ] |
| 2021 | Apocalypse Wow                                 | Sig själv                            | Säsong 1, avsnitt 5; tävlingsdeltagare                                           | [ 33 ] |
| 2021 | Celebrity Karaoke Club                         | Sig själv                            | 5 avsnitt; tävlingsdeltagare (finalist)                                          | [ 34 ] |
| 2021 | All-Star Dance Off                             | Sig själv                            | ITV2-special; medvärdinna med Steen Raskopoulos                                  | [ 35 ] |
| 2021 | The Weakest Link                               | Sig själv                            | Nyårsspecial; deltagare                                                          | [ 36 ] |
| 2022 | Hunted                                         | Sig själv                            | Säsong 4 (8 avsnitt); tävlingsdeltagare                                          | [ 37 ] |
| 2022 | Ant and Dec's Saturday Night Takeaway          | Sig själv                            | Säsong 18, avsnitt 1, showartist                                                 | [ 38 ] |
| 2022 | This Is Going to Hurt                          | Dragqueen                            | Avsnitt 4                                                                        | [ 39 ] |
| 2022 | Celebrity Mastermind                           | Sig själv                            | Säsong 20, avsnitt 5; tävlingsdeltagare                                          | [ 40 ] |
| 2022 | RuPauls dragrace: All Stars                    | Sig själv                            | Säsong 7 (12 avsnitt); tävlingsdeltagare                                         | [ 41 ] |
| 2022 | Countdown to All Stars 7: You're a Winner Baby | Sig själv                            | VH1-special                                                                      | [ 42 ] |
| 2022 | The View                                       | Sig själv                            | Säsong 18, Avsnitt: "Alyssa Farah Griffin/Cast of "RuPaul's Drag Race All-Stars" | [ 43 ] |
| 2022 | Celebrity Karaoke Club                         | Sig själv                            | Säsong 3, Avsnitt 2; gäst                                                        |        |
| 2022 | The Chris & Rosie Ramsey Show                  | Sig själv                            | Säsong 1, avsnitt 4; gäst                                                        |        |
| 2022 | RuPauls Dragrace: UK                           | Sig själv                            | Säsong 4, avsnitt 10: "Grand Finale"; gäst                                       | [ 44 ] |
| 2023 | That's My Jam                                  | Sig själv                            | Säsong 1, avsnitt 7; tävlingsdeltagare                                           | [ 45 ] |
| 2023 | Dancing on Ice                                 | Sig själv                            | Säsong 15 (9 avsnitt); tävlingsdeltagare (tredje plats)                          | [ 46 ] |
| 2023 | The Chase                                      | Sig själv                            | Säsong 13, avsnitt 9; tävlingsdeltagare                                          | [ 47 ] |
| 2023 | The British Soap Awards                        | Sig själv                            | Prisutdelare, "Scene of the Year"                                                | [ 48 ] |
| 2023 | This Morning                                   | Sig själv                            | Avsnitt 4 augusti; gäst                                                          | [ 49 ] |
| 2024 | Rhod Gilbert's Growing Pains                   | Sig själv                            | Säsong 5, avsnitt 10; gäst                                                       | [ 50 ] |
| 2024 | Blankety Blank                                 | Sig själv                            | Säsong 4, specialavsnitt för annandagen; gäst                                    | [ 51 ] |
| 2025 | G'wed                                          | Sig själv                            | Säsong 2, avsnitt 1                                                              | [ 52 ] |

### Webbserier
| År         | Titel                           | Roll         | Producent            | Anmärkning              | Ref.          |
| ---------- | ------------------------------- | ------------ | -------------------- | ----------------------- | ------------- |
| 2015, 2020 | Transformations                 | Sig själv    | World of Wonder      | Gäst                    | [ 53 ] [ 54 ] |
| 2019       | Jag Race                        | Sig själv    | Attitude             | Säsong 1, avsnitt 3     | [ 55 ]        |
| 2019–2020  | Morning T&T                     | Donald Trump | World of Wonder      | 7 avsnitt               | [ 56 ]        |
| 2020       | The WOW Report                  | Sig själv    | World of Wonder      | Gäst                    | [ 57 ]        |
| 2020       | I Like to Watch UK              | Sig själv    | Netflix UK           | 17 avsnitt; programvärd | [ 58 ]        |
| 2020       | God Shave the Queens            | Sig själv    | World of Wonder      | 8 avsnitt               | [ 59 ]        |
| 2020       | The Vivienne Takes on Hollywood | Sig själv    | World of Wonder      | 6 avsnitt               | [ 60 ]        |
| 2020       | Trump Learns Things             | Donald Trump | World of Wonder      | 4 avsnitt               | [ 61 ]        |
| 2020       | The Pit Stop                    | Sig själv    | VH1                  | Säsong 5, avsnitt 3     | [ 62 ]        |
| 2022       | Around the Table                | Sig själv    | Entertainment Weekly | Gäst                    | [ 63 ]        |
| 2022       | BuzzFeed Celeb                  | Sig själv    | BuzzFeed             | Gäst                    | [ 64 ]        |
| 2022       | Friendship Test                 | Sig själv    | Glamour              | Gäst                    | [ 65 ]        |
| 2022       | Drip or Drop?                   | Sig själv    | Cosmopolitan         | Gäst                    | [ 66 ]        |
| 2022       | Bring Back My Girls             | Sig själv    | World of Wonder      | Säsong 1, avsnitt 4     | [ 67 ]        |

### Scen
| År        | Titel                   | Roll                                 | Anmärkning     | Ref.          |
| --------- | ----------------------- | ------------------------------------ | -------------- | ------------- |
| 2023–2024 | Trollkarlen från Oz     | den elaka häxan från väst / Ms Gulch | Brittisk turné | [ 68 ] [ 69 ] |
| 2024      | Chitty Chitty Bang Bang | Barnfångaren                         | Brittisk turné | [ 70 ]        |